# Wachtmeister
Wachtmeister war in deutschsprachigen Streitkräften ursprünglich der für den Wachdienst verantwortliche, später dem Feldwebel (NATO: OR-6) gleichgestellte Unteroffiziersdienstgrad bei der Kavallerie und der Artillerie.
Wachtmeister, als Amts oder Rangbezeichnung, fand im deutschsprachigen Raum aber auch Verwendung in anderen Bereichen wie beispielsweise Polizei, Justiz, Zolldienst und Grenzschutz, bis hin zur Päpstlichen Schweizergarde.
Unabhängig davon ist „(Herr bzw. Frau) Wachtmeister“ in der deutschen Umgangssprache immer noch eine Sammelbezeichnung besonders für uniformierte Polizisten (ungeachtet des tatsächlichen Dienstgrads), gerät aber allmählich außer Gebrauch.

## Begriffsgeschichte

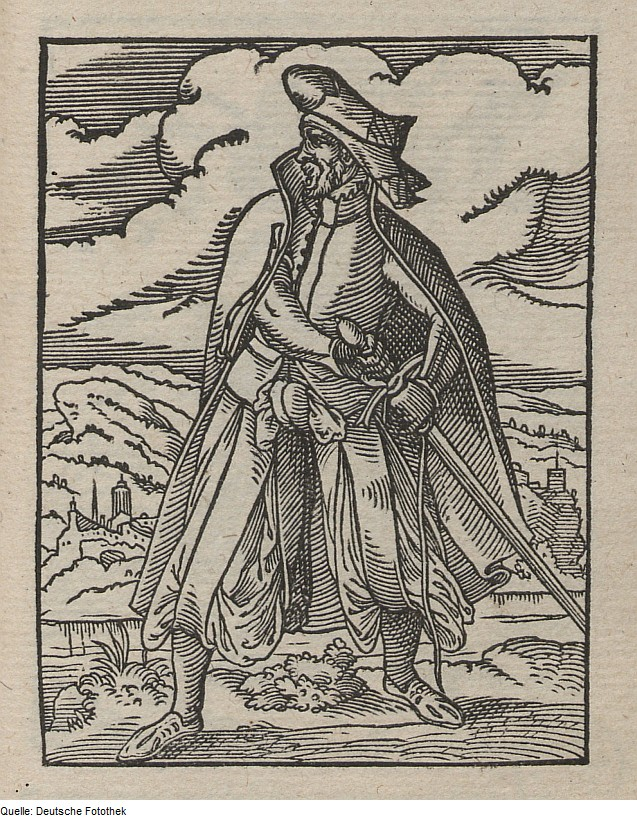
Wachtmeister der Reysigen in einem deutschen Ständebuch von 1568

Die heutige Bezeichnung und Einordnung stammt aus dem Mittelalter. So wurden in Städten wie Regensburg Schutzgemeinschaften gebildet. Die Nachbarschaft half sich gegenseitig bei Feuer, Hochwasser und sonstigem Ungemach. Eine Schutzgemeinschaft (acht in Regensburg) wurde „Wacht“ genannt, der Anführer „Wacht-Meister“.
Der Wachtmeister (siehe: Feldwebel) war in den Heeren des Absolutismus der ranghöchste Unteroffizierdienstgrad. Innerhalb der Kompanie oblag ihm die Kontrolle der Wachtposten und die Erledigung von Verwaltungsaufgaben (Gleich hinter ihm rangierte im Deutschen Kaiserreich der Vize-Wachtmeister).
Der Feldwachtmeister bzw. Obrist-Wachtmeister bzw. Oberstwachtmeister übernahm als Stabsoffizier diese Aufgaben auf Regimentsebene. Die Bezeichnung wurde allmählich von Major abgelöst.
Der Generalfeldwachtmeister bzw. Generalmajor überwachte bei größeren Truppenverbänden u. a. die Aufstellung der Brigaden und Regimenter im Felde und beim Marsch.
Als Wachtmeister-Leutnant wurden bis ins 18. Jahrhundert hinein militärische Adjutanten tituliert.

## Deutschland

### Bundesrepublik nach 1945

#### Bundeswehr
In der Deutschen Marine nimmt der Wachtmeister die Funktion des Kompaniefeldwebels (im Soldatenmund Spieß) wahr.

#### Polizei, Justiz, Zoll und Grenzschutz

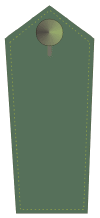
„Oestergaard“-Uniform, ab 1976: Schulterklappe eines PWm, ohne Rangabzeichen

In den Landespolizeien der Bundesrepublik Deutschland bildete der Polizeiwachtmeister (PWm) das Eingangsamt des  einfachen Dienstes. Anfangs wie ein Mannschaftsdienstgrad der Bundeswehr entlohnt, stand er nach Höherstufungen in der Besoldungsordnung A zuletzt in der Besoldungsgruppe A 5 (äquivalent dem Unteroffizier der Bundeswehr). Mit der Abschaffung der Amtsbezeichnung in allen Länderpolizeien, Mitte der 1970er Jahre, wurden alle Polizeiwachtmeister zu Polizeioberwachtmeistern befördert (Besoldungsgruppe A 5 mit Amtszulage). Die bisherigen Polizeioberwachtmeister avancierten jedoch nicht automatisch zu Polizeihauptwachtmeistern. Im Bundesgrenzschutz war der Wachtmeister im BGS hingegen, von 1956 bis 1971, der Eingangsdienstgrad der sogenannten Unterführer. Er wurde 1971/72 abgeschafft und dessen Inhaber zu Oberwachtmeistern im BGS befördert. Mit der Abschaffung des einfachen Dienstes im BGS (Grenzjäger-Laufbahn), im Jahr 1976, kamen die Oberwachtmeister auf den Aussterbeetat. BGS-Bewerber wurden nun als Polizeihauptwachtmeisteranwärter im BGS angestellt. Zuvor war der Polizeihauptwachtmeister im BGS zum Eingangsamt des mittleren Dienstes avanciert.
Die Beamten der einfachen Laufbahn der Bundeszollverwaltung führen indes noch Wachtmeister-Dienstgrade. Diese umfassen vier Ämter: Zolloberwachtmeister (Besoldungsgruppe A 3), Zollhauptwachtmeister (Besoldungsgruppe A 4), Erster Zollhauptwachtmeister (Besoldungsgruppe A 5), Erste Zollhauptwachtmeister (Besoldungsgruppe A 6). Der einfache Zolldienst wird jedoch abgeschafft, es erfolgen keine Neueinstellungen mehr in diese Laufbahn.
Analog beschäftigen die Justizdienste der Bundesländer weiterhin Justiz-/Gerichtswachtmeister (SB) im einfachen Dienst. Einsatzgebiete sind bspw. die Einlasskontrolle in den Gerichten und Staatsanwaltschaften, die Vorführung von Gefangenen im Gericht, die dortige Wahrung von Sicherheit und Ordnung, sowie der Aktentransport. Auch mit der Zustellung von Schriftstücken sind sie gelegentlich befasst. Einige Bundesländer unterhalten, für besonders gefährdete Justizverfahren, eine spezielle Eingreifgruppe der Justizwachtmeisterei.
Daneben war bzw. ist „Wachtmeister“ im Amtsdeutschen die Sammelbezeichnung (SB) aller Wachtmeister-Dienstgrade, unabhängig von ihrer tatsächlichen Einzelbezeichnung (Oberwachtmeister, Hauptwachtmeister usw.). Entsprechend hat sich in der bundesdeutschen Umgangssprache die Bezeichnung „Wachtmeister“, als Anrede für uniformierte Polizisten jedweden Ranges, bis heute erhalten.

### DDR bis 1990

#### NVA der DDR
In der Artillerie der Nationalen Volksarmee der DDR war Wachtmeister der niedrigste Portepee-Unteroffiziersrang (OR-6). Gemäß der Neufassung der Dienstlaufbahnordnung vom 10. Dezember 1970 wurde er durch die waffengattungsübergreifende Bezeichnung Feldwebel ersetzt. Das Äquivalent in der Volksmarine war Meister der Volksmarine ebenfalls OR-6.
| Dienstgrad                   |                          |                         |
| niedriger: Unterwachtmeister | Wachtmeister (Feldwebel) | höher: Oberwachtmeister |

#### Zollverwaltung und Volkspolizei der DDR
Beim Zolldienst der DDR existierten von 1956 bis 1966 die Wachtmeister-Dienstgrade Wachtmeister, Oberwachtmeister und Hauptwachtmeister. Der jeweilige Rang wurde anhand von silbernen Quertressen angezeigt. Der Wachtmeister führte anfangs keine, seit 1960 aber eine Tresse. Die übrigen beiden Wachtmeister-Dienstgrade hatten entsprechend zunächst bis zu zwei, seit 1960 bis zu drei Tressen.
In der DDR-Volkspolizei (einschließlich Volkspolizei-Bereitschaften) war Wachtmeister der VP (offiziell: Wachtmeister der Deutschen Volkspolizei) der höchste Mannschaftsrang, vergleichbar NATO-Rangcode OR-3. Zunächst zeigten die Schulterklappen zwei parallele aluminiumfarbene Querbalken, in Anlehnung an die Rangabzeichen für Stabsgefreiter / Stabsmatrose der Volksarmee. 
Ab ca. 1980 wurden für Wachtmeister der „Schutzpolizei“ die zwei Balken durch 360 Grad       umlaufende, aluminiumfarbene Kordellizen (identisch zum bisherigen VP-Oberwachtmeister) ersetzt. Die Rangabzeichen der „Volkspolizei-Bereitschaften“ der Kasernierten Einheiten des MDI (zwei Querbalken) blieben unverändert.
| Dienstgrad                          |                     |                                |
| niedriger: Unterwachtmeister der VP | Wachtmeister der VP | höher: Oberwachtmeister der VP |

### Deutschland bis 1945

#### Wehrmacht
Wachtmeister war in der Deutschen Wehrmacht bis 1945 die Dienstgradbezeichnung des Feldwebels bei der Kavallerie, Artillerie, Fahrtruppe und Flakartillerie; hier vergleichbar NATO-Rangcode OR-5.
In der Kaiserlichen Marine, Reichsmarine und Kriegsmarine wurden die Portepee-Unteroffiziere als Wachtmeister geführt, sofern sie den in See gehenden „Matrosen-Divisionen“ angehörten (auch „Bordfeldwebel“ genannt). Das Äquivalent bei den an Land Dienst tuenden „Werftdivisionen“ war wiederum der Feldwebel.
| Dienstgrad                                    |                          |                                         |
| niedriger: Unterwachtmeister (Unterfeldwebel) | Wachtmeister (Feldwebel) | höher: Oberwachtmeister (Oberfeldwebel) |

Wachtmeister, Militär Kaiserreich
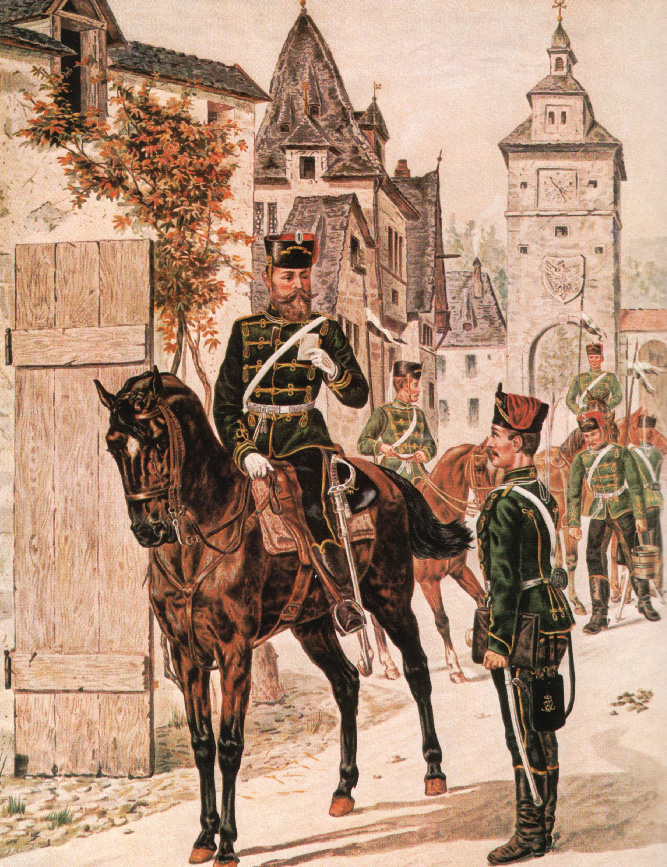
Wachtmeister (zu Pferd) um 1890
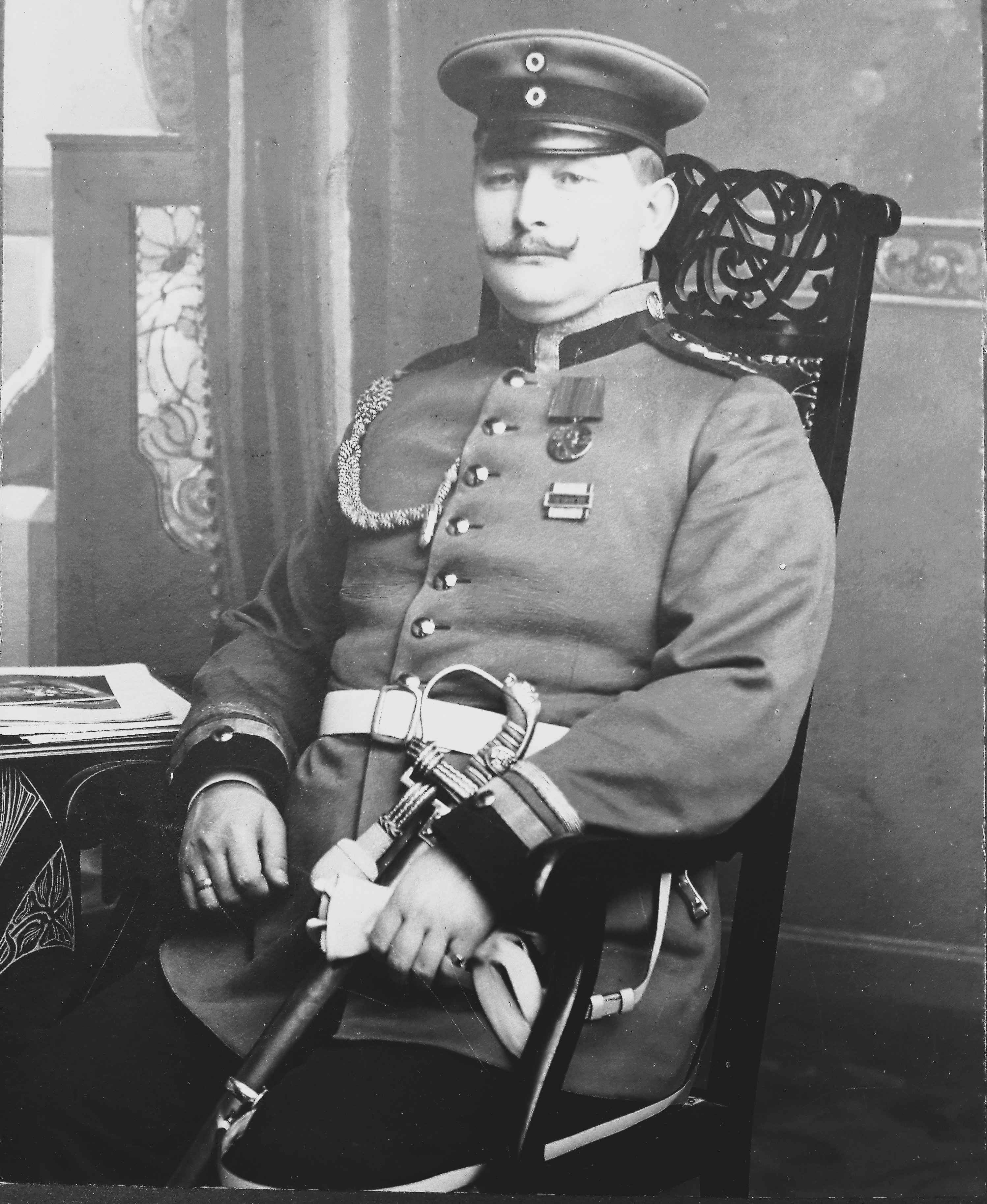
Wachtmeister, Feld-Art.-Reg. „General-Feldzeugmeister“ (1. Brandenburgisches) Nr. 3, ca. 1900

Siehe auch
- Dienstgrade der Bundeswehr (Marine)
- Dienstgrade der Wehrmacht
- Dienstgrade des Deutschen Heeres (Deutsches Kaiserreich)
- Dienstgrade der Kaiserlichen Marine

#### Polizei

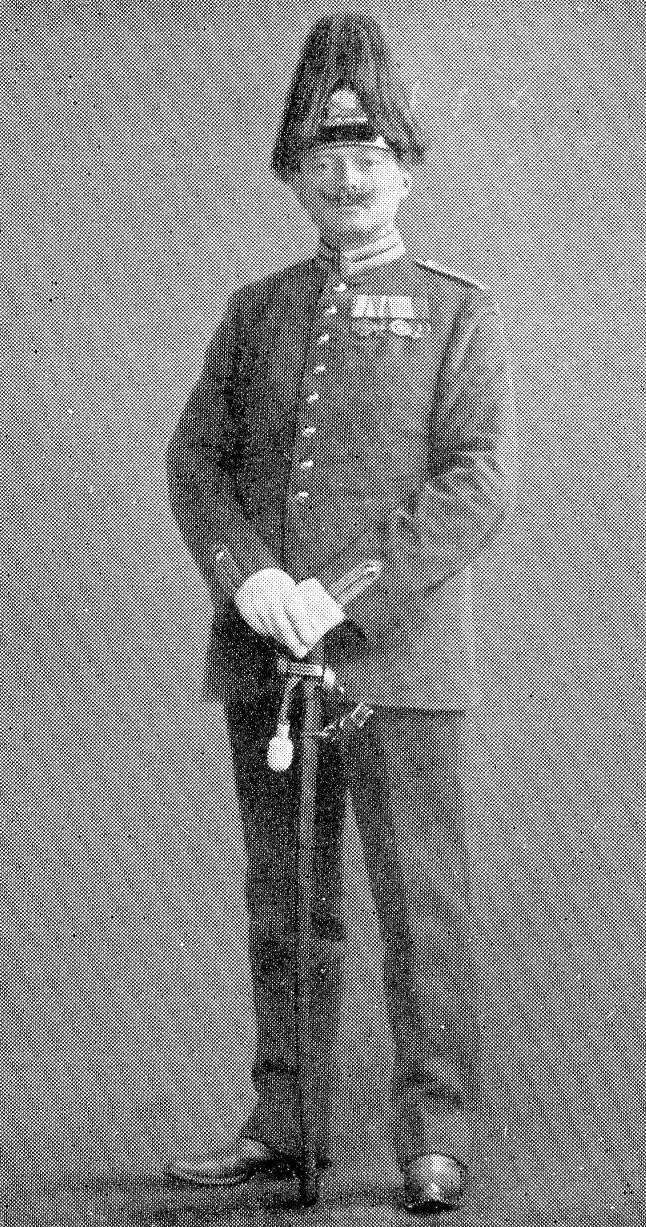
Wachtmeister der Großherzoglich Oldenburgischen Gendarmerie im Paradeanzug um 1917

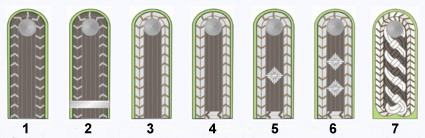
Schulterstücke der nationalsozialistischen Ordnungspolizei, ab 1941:
1 Unterwachtmeister
2 Rottwachtmeister
3 Wachtmeister
4 Oberwachtmeister / Junker
5 Revier-, Bezirks-, Zug-Oberwachtmeister
6 Hauptwachtmeister / Oberjunker
7 Meister

Im Deutschen Kaiserreich entsprach der Wachtmeister in den Polizei-Organen (städtische Schutzmannschaften, Landgendarmerien, Kommunalpolizeien) der Länder in der Regel dem Vizefeldwebel oder Feldwebel der Armee. Unter ihm stand der einfache Schutzmann, der Gendarm oder der mit diesen gleichrangige Sergeant der Kommunalpolizei. Ihm vorgesetzt war der Oberwachtmeister (in der Schutzmannschaft Berlin bis 1908 Abteilungswachtmeister genannt). In der kgl. bayerischen Gendarmerie rangierte seit 1909 der Stabsoberwachtmeister noch vor dem Oberwachtmeister und dem Wachtmeister. Im Gendarmeriekorps des Großherzogtums Hessen-Darmstadt hießen die Wachtmeister und Oberwachtmeister noch bis 1880 Brigadier und Oberbrigadier. In den hessisch-darmstädtischen Schutzmannschaften wurden die den Schutzmännern vorgesetzten Rottmeister erst 1889 in Wachtmeister umbenannt. Das kgl. württembergische Landjägerkorps verzichtete dagegen auf die Bezeichnung Wachtmeister, nicht aber die württembergischen Schutzmannschaften und Kommunalpolizeien oder das Großherzoglich Badische Gendarmeriekorps.
In der Weimarer Republik und im Dritten Reich sank der Wachtmeister zu einem niederen Polizei-Dienstgrad herab. In den meisten Ländern des Deutschen Reichs war er der zweit- oder drittunterste Dienstgrad der uniformierten Polizei. Abhängig von Reichsland und Polizeiorgan, war er entweder der unterste Dienstgrad der Unterführer oder ein höherer Mannschaftsdienstgrad. In Preußen rangierte er zwischen dem Polizei-Anwärter und dem Wachtmeister über 4 Dienstjahre; über letzterem standen wiederum der Oberwachtmeister (äquivalent dem Unteroffizier der Reichswehr) und der nach 1918 reichsweit neu eingeführte Polizeihauptwachtmeister (äquivalent dem Feldwebel der Reichswehr). In der nationalsozialistischen Ordnungspolizei war der Polizeiwachtmeister ab 1941 reichseinheitlich dem Unteroffizier gleichgesetzt. Er rangierte nun vor den gleichzeitig eingeführten Mannschaftsgraden Rottwachtmeister (Obergefreiter) und Unterwachtmeister (Gefreiter), doch hinter dem Oberwachtmeister (jetzt rangleich mit Unterfeldwebel) und den neuen Dienstgraden Revieroberwachtmeister (Schutzpolizei) bzw. Bezirksoberwachtmeister (Gendarmerie); die letzteren beiden Dienstgrade waren ranggleich mit dem Feldwebel der Wehrmacht. Der Hauptwachtmeister war nun gleichauf mit dem Oberfeldwebel. Über ihm standen, seit 1926 in Preußen, der Polizeimeister (ranggleich mit Oberfeldwebel, seit 1941 mit Stabsfeldwebel), der Polizeiobermeister (Stabsfeldwebel, seit 1941 Revierleutnant) und der Inspektor (seit 1941 Revieroberleutnant; nicht zu verwechseln mit dem Polizeiinspektor, der dem Polizeioberleutnant gleichstand).

## Österreich

### Bundesheer
Im Österreichischen Bundesheer ist der Wachtmeister (Wm) heute der niedrigste Unteroffiziersdienstgrad (Verwendungsgruppe M BUO / Berufsunteroffiziere bzw. M ZUO / Zeitunteroffiziere). Ein Wachtmeister wird üblicherweise als Kommandant einer Gruppe eingesetzt.
Um diesen Dienstgrad zu erreichen, ist die positive Absolvierung der 18 Monate andauernden Kaderanwärterausbildung notwendig. Diese gliedert sich in drei Teile, wobei der dritte Teil, von Anwärtern auf eine Offiziers- oder Unteroffiziersfunktion in der Miliz, im Zuge einer Fernausbildung erfolgen kann. Der Dienstgrad kann außerdem verliehen werden zum Abschluss der Nachhollaufbahn. Diese besteht aus der Vorbereitenden Kaderausbildung (VbK) mit den Milizunteroffizierskursen 1 und 2 (MUOK 1/2) sowie einer Beorderten Waffenübung (BWÜ).
Während Milizoffiziersanwärter, bis zum Abschluss der Ausbildung zum Leutnant, weiterhin den Dienstgrad Wachtmeister tragen, werden Berufsoffiziersanwärter, die ihre weitere Ausbildung zum Leutnant auf der Theresianischen Militärakademie absolvieren, für diesen Zeitraum zum Fähnrich befördert.
Der Dienstgrad Fähnrich entspricht der Ranghöhe des Wachtmeisters, demnach tragen Berufsoffiziersanwärter, die als Fähnriche aus der Offizierslaufbahn ausscheiden, ebenfalls den Dienstgrad Wachtmeister.
Der Wachtmeister war ursprünglich ein Kavallerie-Dienstgrad der k.u.k. Armee und entsprach bis 1918 dem Feldwebel bei der Infanterie, dem Oberjäger der Jäger oder dem Feuerwerker bei der Artillerie. Der Wachtmeister hatte unter anderem die Aufgabe, die Wachtposten und die Stallungen nach Dienstschluss zu kontrollieren. Bis Mitte der 1970er Jahre war bei der Artillerie und bei der Fliegerabwehrtruppe die Bezeichnung „Feuerwerker“ statt „Wachtmeister“ noch üblich.
| Niedrigerer Dienstgrad Zugsführer                                                                                    | Dienstgrad Wachtmeister | Höherer Dienstgrad Oberwachtmeister |
| Einordnung: Rekruten – Chargen – Unteroffiziere – Offiziere Alle Dienstgrade auf einen Blick: Bundesheer-Dienstgrade |                         |                                     |

## Schweiz

### Schweizer Armee
In der Schweizer Armee wurde der Rang Wachtmeister (kurz: Wm) bis zum 31. Dezember 2003 den erfahrenen Gruppenführern verliehen, die aufgrund ihres Könnens und ihrer Leistungen zum Zugführer-Stellvertreter ernannt wurden.
Seit dem 1. Januar 2004 ist der Wachtmeister die Gradbezeichnung für einen Gruppenführer, der seine Ausbildung abgeschlossen hat.
Weitere Funktionen, die den Grad eines Wachtmeisters tragen sind: Küchenchefs, Material und Munitionschefs, Feldpostunteroffiziere, ABC-Unteroffiziere.
Ehemalige Gruppenführer im Grad des Korporals wurden mit dieser Neuerung zum Wachtmeister befördert, ehemalige Wachtmeister wurden aber nicht automatisch zum Oberwachtmeister befördert.
Um Wachtmeister zu werden, war in der Armee XXI die Ausbildung wie folgt organisiert: Potentielle Kandidaten wurden nach 7 Wochen Rekrutenschule für die Unteroffiziersschule selektioniert und gleichzeitig zum Soldaten befördert. Danach absolvierten sie eine 9-wöchige Unteroffiziersschule, die sie mit der Beförderung zum Obergefreiten abschlossen. Nach einem 12-wöchigem praktischen Dienst „Abverdienen“ wurden sie zu Wachtmeistern befördert. In diesem Grad wurde je Waffengattung nochmals während 6 bis 9 Wochen praktischer Dienst geleistet.
Mit der WEA, die im Juli 2017 mit der Umsetzung begann, absolviert jeder Rekrut eine 18-wöchige Rekrutenschule. Anschliessend besucht er eine 4-wöchige Unteroffiziersschule die mit der Beförderung zum Wachtmeister abschließt. Seinen neuen Grad „verdient“ er sich während einer weiteren 18-wöchigen Rekrutenschule ab (praktischer Dienst).
Das Dienstgradabzeichen zeigt einen Winkel mit einem in ein Blattwerk eingefasstes Schweizerkreuz (Ordonnanzkreuz).
In Auslandeinsätzen wird er als Sergeant bezeichnet (Sgt). NATO-Rangcode: OR-5.
| Niedrigerer Grad Korporal | Unteroffiziersgrad Wachtmeister | Höherer Grad Oberwachtmeister |
| Einordnung: Mannschaften – Unteroffiziere – Höhere Unteroffiziere – Subalternoffiziere – Hauptleute – Stabsoffiziere – Höhere Stabsoffiziere – Oberbefehlshaber der Armee Alle Grade auf einen Blick: Grade der Schweizer Armee |                                 |                               |

### Polizei, Justiz, Zoll und Grenzschutz
Die Dienstgrade in den meisten Polizeibehörden der Schweiz folgen dem Vorbild der Schweizer Armee. So rangiert in der deutschsprachigen Schweiz der Wachtmeister (früher: Polizeiwachtmeister) vor dem Korporal und nach dem Wachtmeister mit besonderen Aufgaben (Wm mbA) sowie dem Wachtmeister mit besonderer Verantwortung (Wm mbV).
Außerdem ist Wachtmeister ein Unterführer-Dienstgrad des Bundesamts für Zoll und Grenzsicherheit (BAZG); die Gradierung der BAZG-Angehörigen folgt dem militärischen Muster des 2021/2022 in das BAZG integrierten ehemaligen Grenzwachtkorps'.
In den Behörden der französischsprachigen Schweiz, der sogenannten Romandie, lautet die Bezeichnung Sergent. In der italienischsprachigen Schweiz, also dem Kanton Tessin und in Teilen des Kantons Graubünden, lautet die Bezeichnung Sergente.